# Spermacoce simplicicaulis
Spermacoce simplicicaulis là một loài thực vật có hoa trong họ Thiến thảo. Loài này được (K.Schum. ex Sucre) Govaerts miêu tả khoa học đầu tiên năm 1996.